# 4263 Abashiri
Abashiri (asteróide 4263) é um asteróide da cintura principal, a 1,9247366 UA. Possui uma excentricidade de 0,13885 e um período orbital de 1 220,46 dias (3,34 anos).
Abashiri tem uma velocidade orbital média de 19,92262195 km/s e uma inclinação de 5,80742º.
Este asteróide foi descoberto em 7 de Setembro de 1989 por Watanabe. Yanai.